# 905
Cette page concerne l'année 905  du calendrier julien.  Pour le nombre 905, voir 905 (nombre). Pour la voiture de course, voir Peugeot 905.
L'année 905 est une année commune qui commence un mardi.

## Événements
- 10 janvier : les armées du calife entrent dans Fustat[1]. Les Abbassides reprennent l’Égypte et la Syrie aux Toulounides. Un nouveau gouverneur turc, Ikhshid, est nommé en 935.
- 21 juillet[2] : Berenger de Frioul fait prisonnier le roi Louis III de Provence à Vérone et lui fait arracher les yeux avant de le renvoyer à Vienne. Louis confie le gouvernement de ses États à son cousin Hugues d'Arles, nommé duc et marquis de Provence[3].
- Septembre[4], Empire byzantin : après trois mariage infructueux, le basileus Léon VI a un fils, Constantin de sa concubine Zoé Carbonopsina (aux yeux de braise).

- Chine : Zhu Wen massacre les huit frères de l’empereur au cours d’un banquet[5].
- Le Hamdanide Abu al-Hayja est nommé gouverneur de Mossoul[6].
- Début du règne de Sanche Ier Garcia, premier roi historique de Navarre (fin en 925)[7]. Il fonde la seconde maison de Navarre.
- Les Magyars d’Árpád prennent la Slovaquie[8] et envahissent la Grande-Moravie, qui est anéantie (906).